# Șcekîciîn, Koreț
Șcekîciîn (în ucraineană Щекичин) este localitatea de reședință a comunei Șcekîciîn din raionul Koreț, regiunea Rivne, Ucraina.

## Demografie
Componența lingvistică a localității Șcekîciîn
     Ucraineană (99,88%)
     Alte limbi (0,12%)
Conform recensământului din 2001, majoritatea populației localității Șcekîciîn era vorbitoare de ucraineană (99,88%), existând în minoritate și vorbitori de alte limbi.